# 철암역
철암역(Cheoram station, 鐵岩驛)은 대한민국 강원특별자치도 태백시 철암동에 위치한 영동선의 철도역이다.
과거 태백 지역의 무연탄을 대한민국 각지로 발송하는 역할을 하던 매우 큰 역이었으며 청량리 발착 열차의 시종착역으로 일 2차례 태백선 경유 여객열차와 청량리 강릉 왕복 영동선 경유 심야 열차의 정차역이었으나 , 석탄산업 합리화에 따라 대다수의 탄광이 문을 닫은 탓에 화물 운송은 물론 여객 감소로 옛날에 비해서 위상이 떨어져 있다.
모든 영동선 무궁화호 열차가 정차하며, 과거에는 태백선을 거쳐 청량리역으로 가는 열차의 시종착역이였으며, 현재는 백두대간협곡열차의 시종착역이기도 하다. 중부내륙순환열차가 운행되기 이전에는 약 15년간 태백선과 직결되는 일반 여객열차가 운행하지 않아 서울특별시나 중앙선, 태백선 연선 지역으로 이동하기 위해선 시내버스를 이용하여 인접한 동백산역이나 태백역으로 가서 열차를 이용해야 했다. 역무실에서 한국철도 100주년 기념 스탬프를 날인할 수 있다.

## 역명 유래
철도 개통이후, 철암역에서 묵호방면 약 4 km 부근에 쇠돌바위라는 기암괴석이 형성되어 그 경치가 훌륭한 바 그 이름을 따서 동명을 철암(鐵岩)이라고 칭한데서 비롯되었다.

## 연혁
- 1940년 8월 1일 : 영업 개시
- 1956년 7월 31일 : 역사 신축 준공
- 1961년 11월 16일 : 5급역으로 승격
- 1985년 9월 22일 : 역사 신축 준공
- 1986년 9월 1일 : 4급역으로 승격
- 1991년 1월 10일 : 5급역으로 격하
- 1999년 7월 1일 : 열차 운행 체계 합리화로 철암 착발 열차 중지
- 2002년 5월 31일 : 철암역 연탄시설 등록문화재(제21호)로 지정[1]
- 2006년 5월 1일 : 소화물취급 중지
- 2010년 5월 17일 : 승차권 차내취급 지정 (매표업무 중지)
- 2013년 4월 12일 : 중부내륙순환열차, 백두대간협곡열차 운행 개시 및 시·종착역으로 지정됨에 따라 철암 착발 열차 중지 해제, 매표업무 재개시
- 2018년 1월 26일 : KBS 전국노래자랑 강원 태백시 편(2018년 2월 11일 방송)의 최우수상 수상 정태영 <천년의 사랑>
- 2020년 2월 3일 : 중부내륙순환열차 운행 중지
- 2020년 8월 19일 : 동해산타열차 운행 개시
- 2022년 2월 1일 : 승차권 차내취급 재지정 (매표업무 재중지)

### 승강장
| ↑동백산    |
| ３２ \| １ |
| 석포↓      |

| 1 | 영동선 | 무궁화호 누리로 동해산타열차  | 동해 · 분천 · 영주 · 동대구 · 부전 방면 |
| 2 | 영동선 | 백두대간협곡열차 동해산타열차 | 강릉 · 영주 · 분천 방면                 |
| 3 | 영동선 | 백두대간협곡열차 동해산타열차 | 강릉 · 영주 · 분천 방면                 |

## 미디어
- 스카이TV : 레일로드 백두대간의 협곡 편에 소개

## 사진

역사
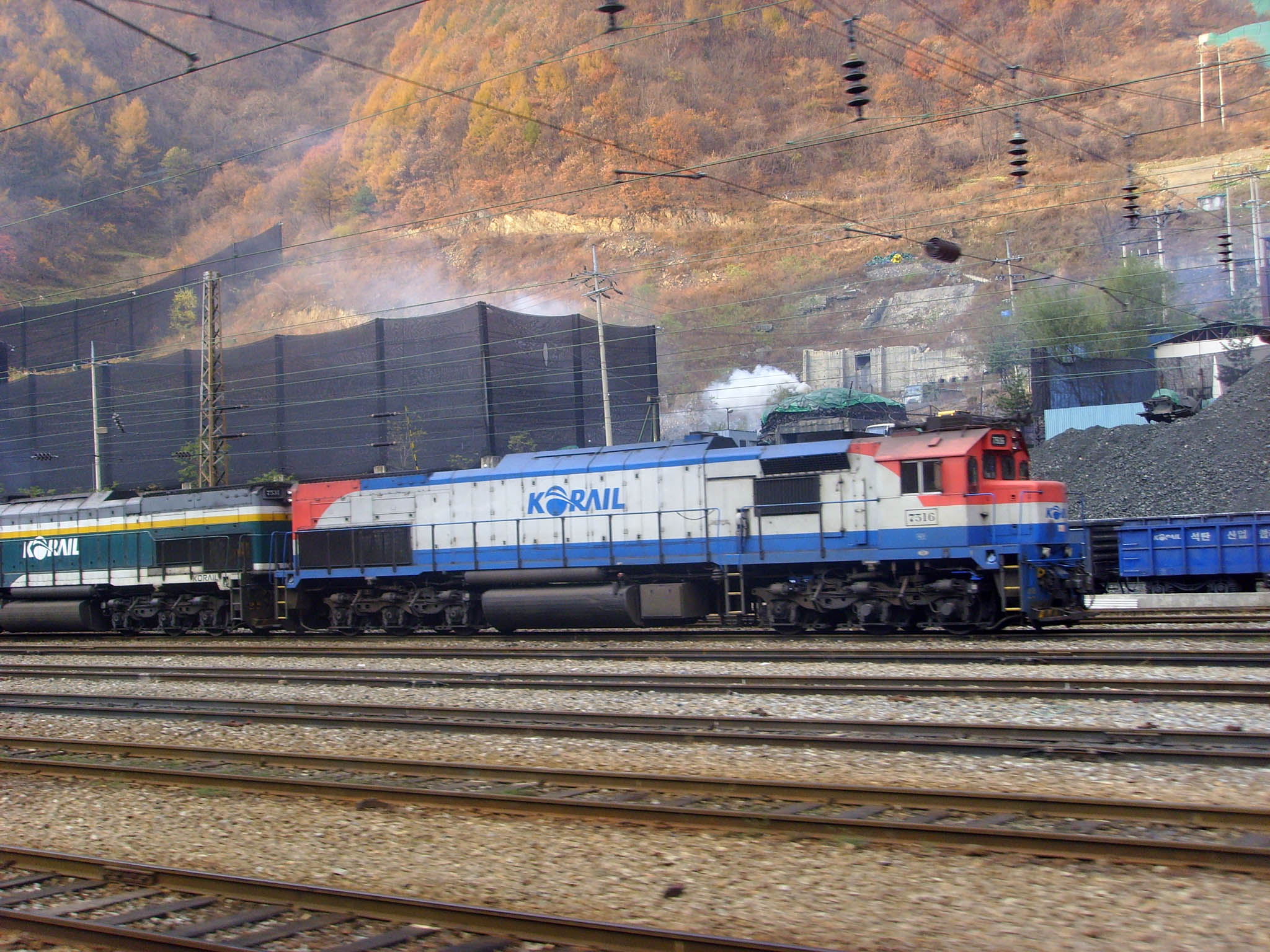
철암역에 정차중인 7531, 7516호 디젤 기관차

## 인접한 역
| 영동본선                | 영동본선         | 영동본선         |
| ----------------------- | ---------------- | ---------------- |
| 석포 부전 · 동대구 방면 | 무궁화 영동선    | 동백산 동해 방면 |
| 석포 영주 방면          | 무궁화호 영동선  | 동백산 동해 방면 |
| 승부 영주 방면          | 백두대간협곡열차 | 시·종착역        |
| 석포 분천 방면          | 동해산타열차     | 동백산 강릉 방면 |